# Saikai-ji

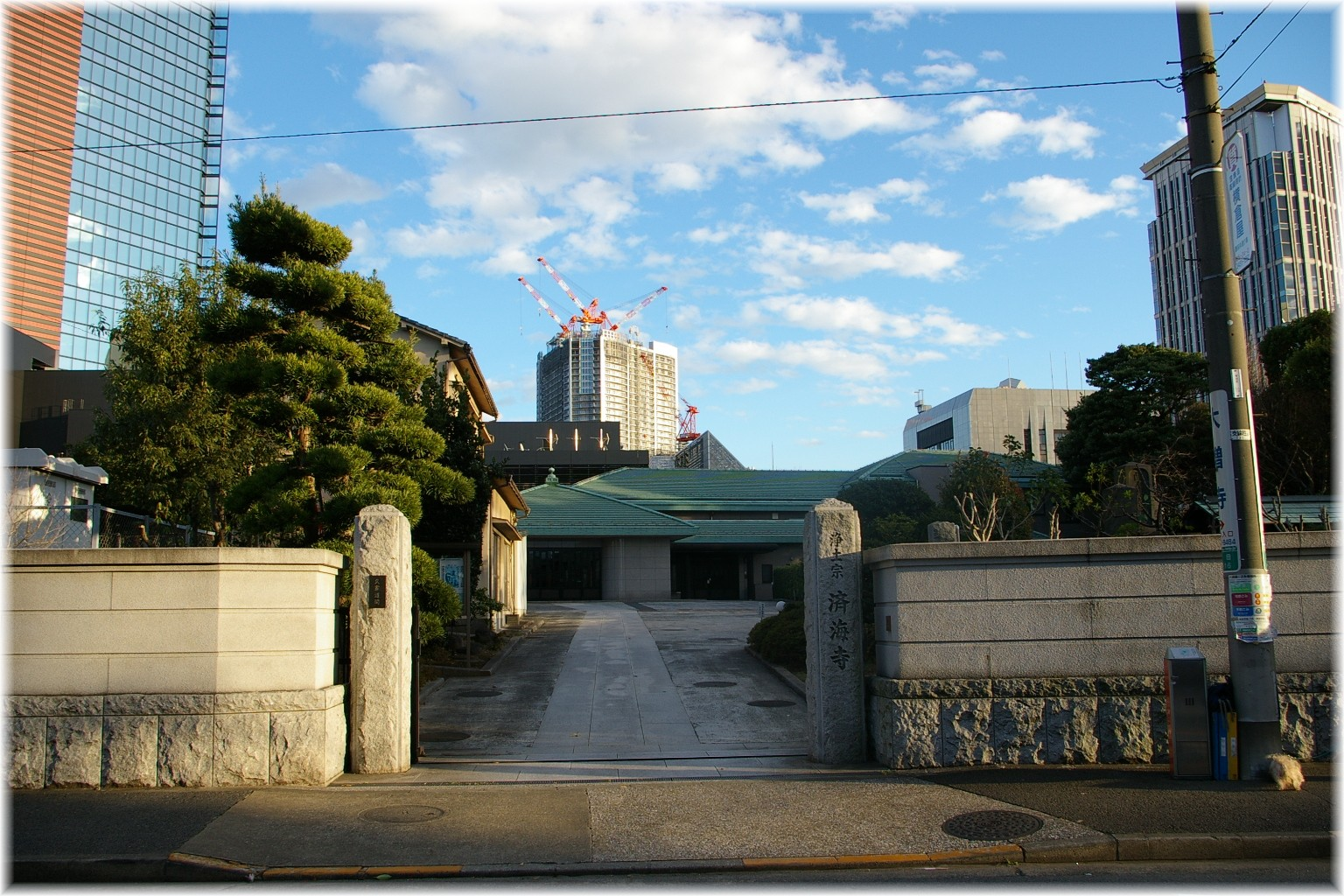
Le Saikai-ji.

Le Shūkōzan Chōjuin Saikai-ji (周光山長寿院済海寺), plus communément appelé Saikai-ji (済海寺), est un temple du bouddhisme de la Terre pure situé au 4-16-23 de Mita à Minato, Tokyo (sur le Tsuki no Misaki), et dont la principale image est Amitābha.

## Histoire

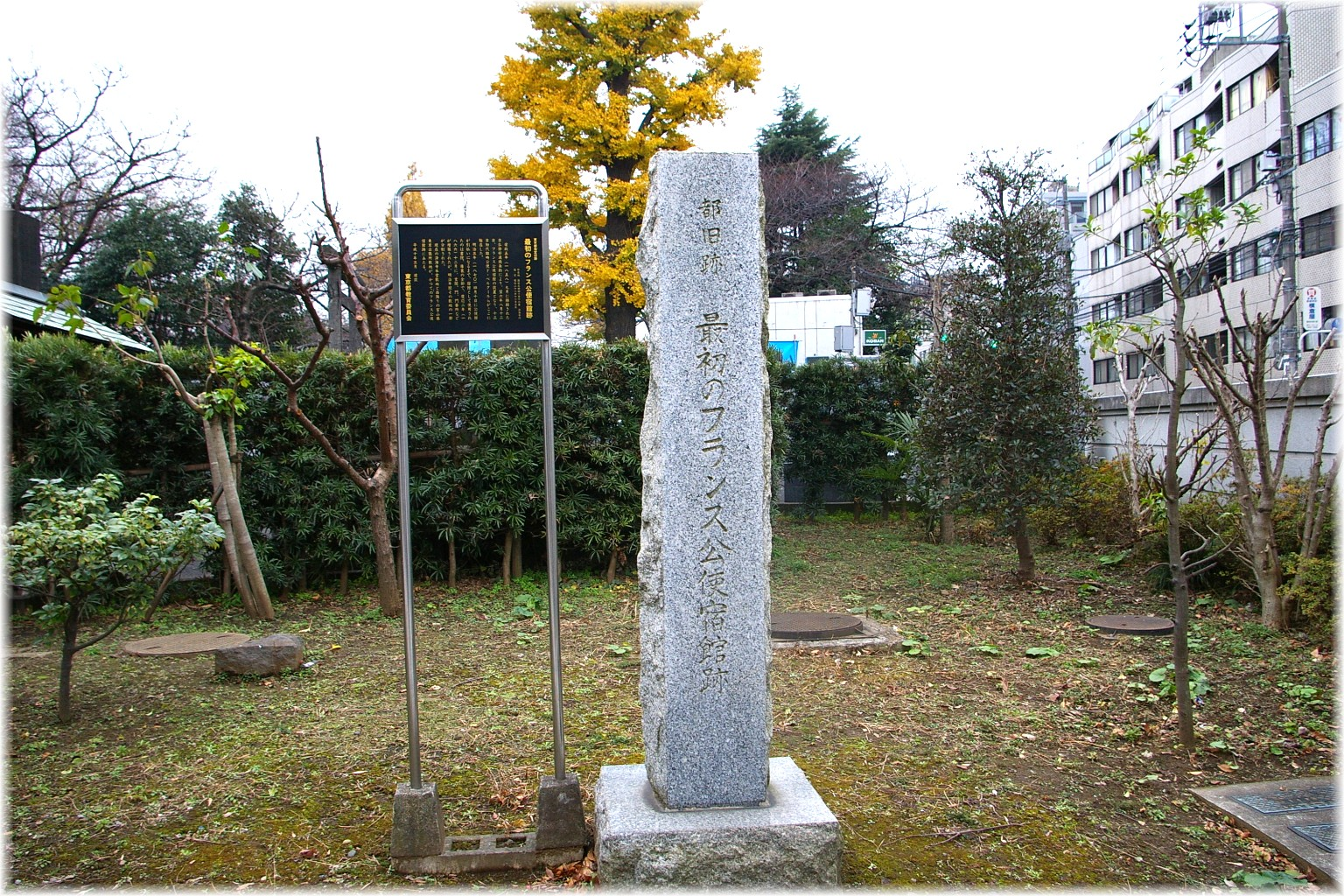
Monument à la première légation française.

Munen fonde le temple au cours de l'ère Meiwa (7 - 1621). Pendant l'ère Ansei (6 - 1856), le consulat général de France y est installé, transformé en légation deux ans plus tard. Un monument en souvenir de la légation y est installé et la résidence du ministre se trouve dans l'enceinte du Saikai-ji.

## Géographie
Le Saikai-ji est situé sur le bord de mer de la région montagneuse du Tsuki no Misaki, près du Kamezuka Koen. Durant l'époque d'Edo, il était possible à partir de cet emplacement d'avoir une vue exceptionnelle  sur la baie d'Edo. Ce temple se trouve sur l'ancien site du temple Takeshiba (竹芝寺).

## Référence
- (en) Cet article est partiellement ou en totalité issu de l’article de Wikipédia en anglais intitulé « Saikai-ji » (voir la liste des auteurs).